# Großherzoglicher Jägerhof
Der ehemalige großherzogliche Jägerhof in Schwerin, Stadtteil Ostorf, Johannes-Stelling-Straße 2 und 3, ist als Gebäudeensemble ein Baudenkmal in Schwerin. In Gebäude Nr. 2 befindet sich heute das Stadtarchiv Schwerin.

## Geschichte

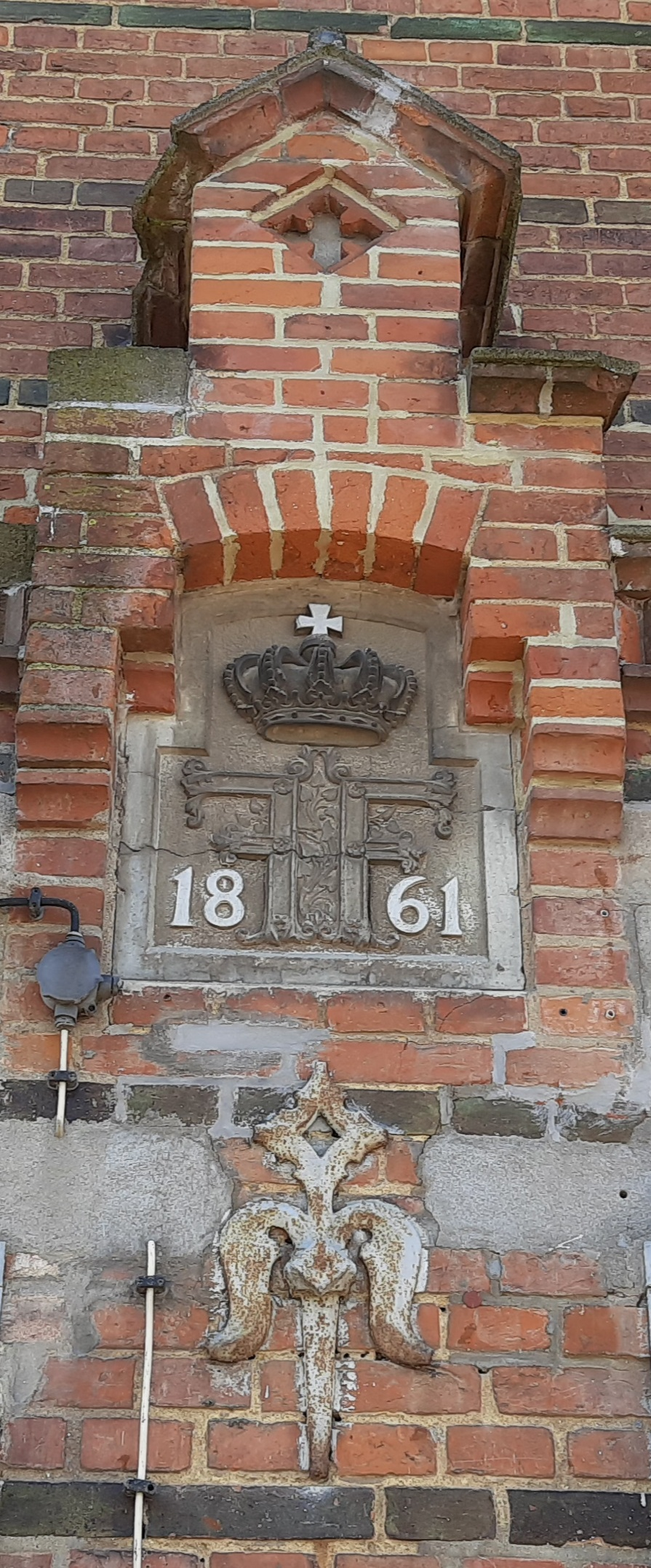
Detail Jägerhof mit Wappen und Jahreszahl

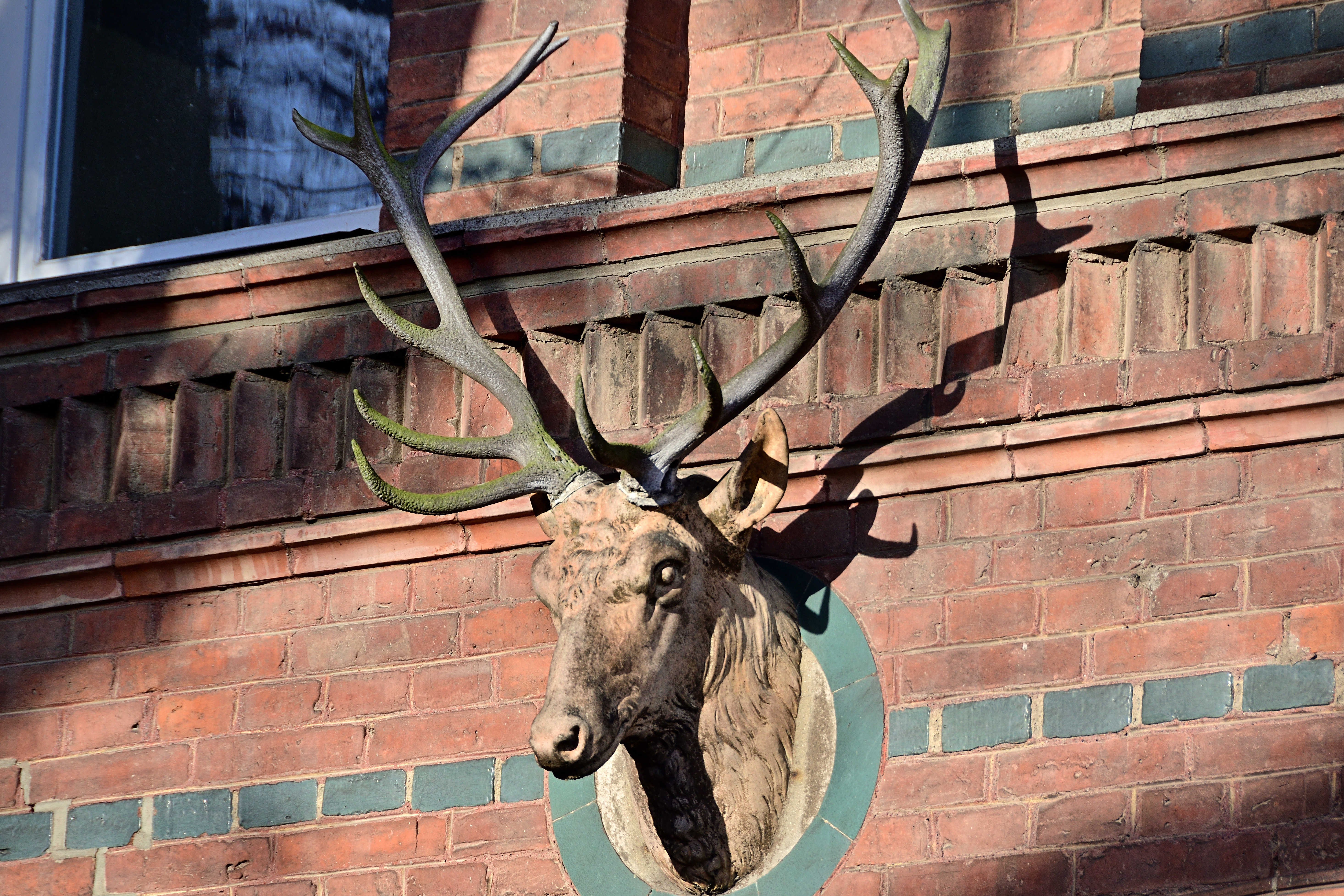
Jägerhof, Hirschkopf an Haus 2

1852 beauftragt Herzog Friedrich Franz II. Hofbaumeister Hermann Willebrand mit dem Bau eines neuen Jägerhofs. Den Vorentwurf der Häuser erstellte der Bauconducteur Behncke (auch: Behnke). Von 1854 bis 1855 realisierte Willebrand das Ensemble aus vier Gebäuden.  Der Eingang zum Jägerhof lag zwischen  zwei baugleichen zweigeschossigen Gebäuden, mit Walmdach und Giebelrisalit, die durch eine Mauer und gusseiserne Tore miteinander verbunden waren. Daran schließen die erhaltenen ehemaligen Stallgebäude an. 1855 wurde der Jägerhof eingeweiht und 1862 um das Jagdzeughaus erweitert.

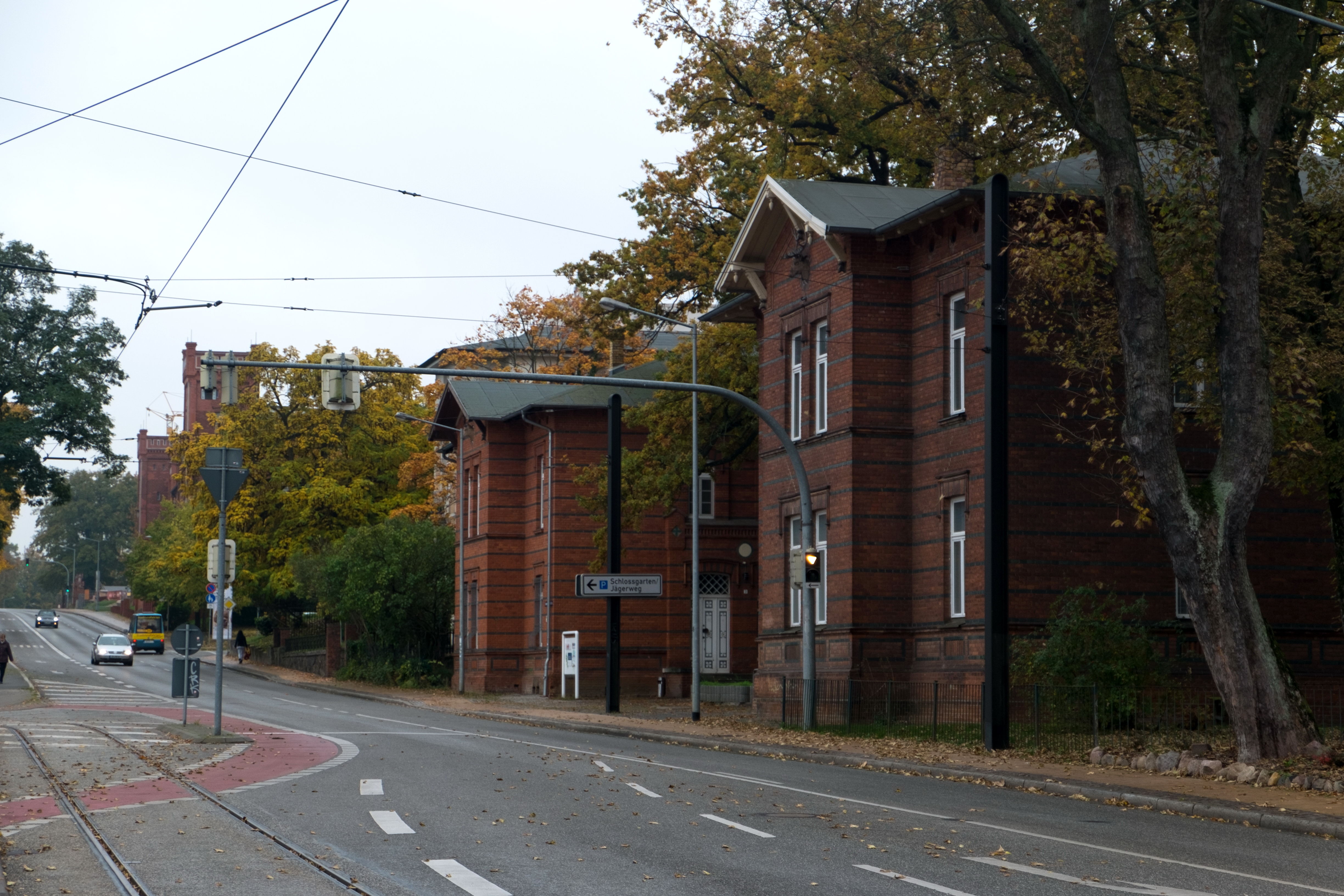
Johannes-Stelling-Straße und Jägerhof
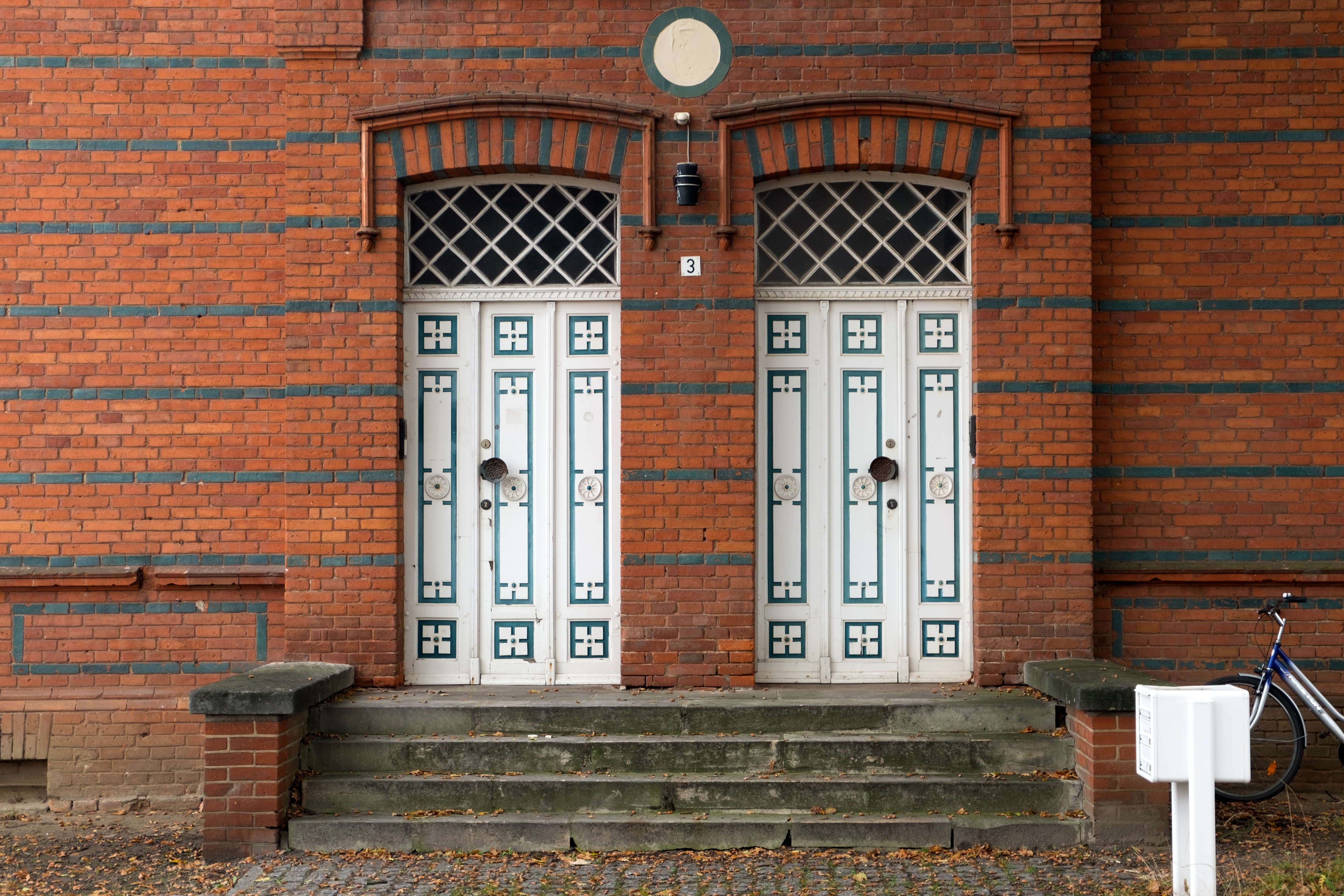
Nr. 3: Eingang
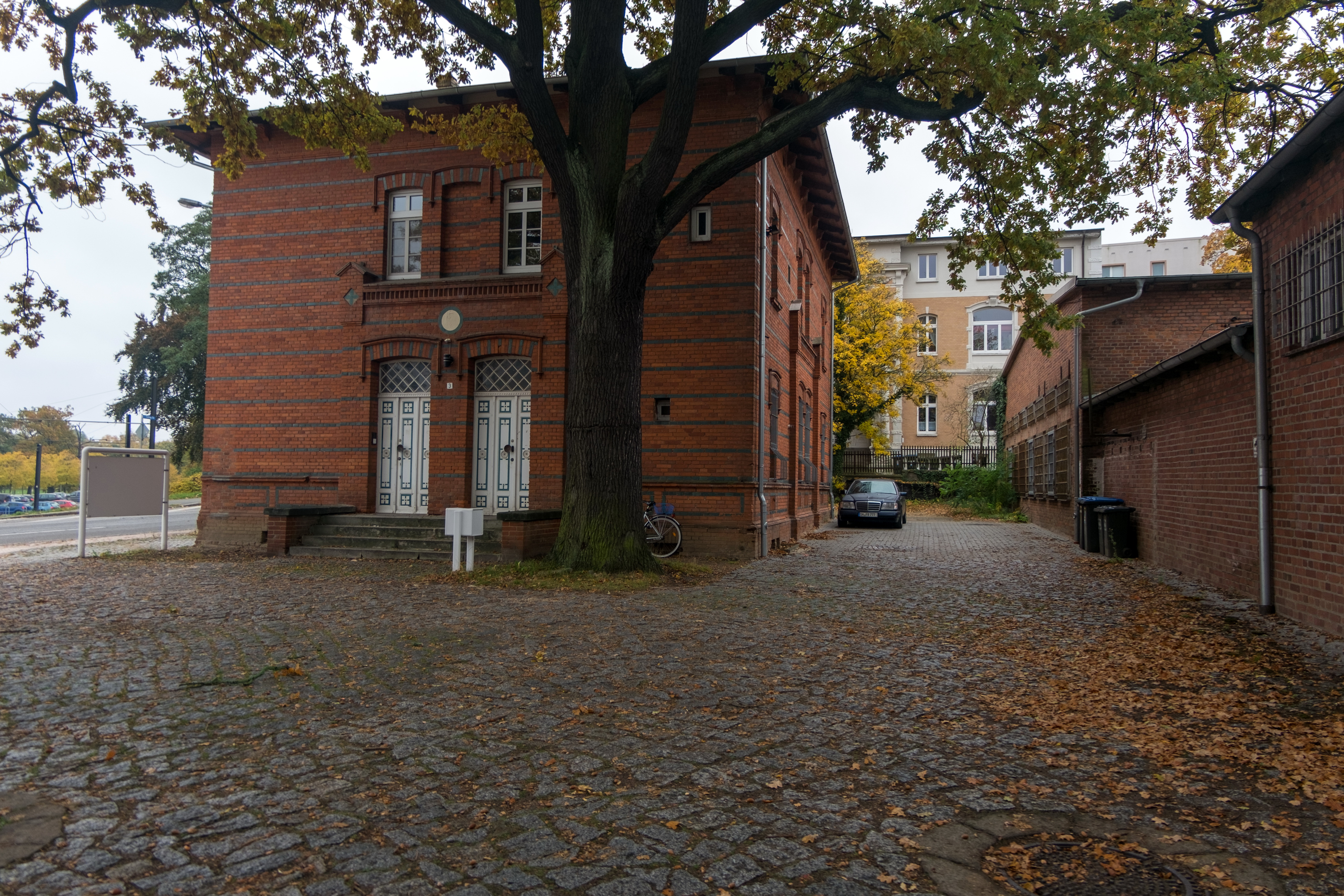
Nr. 3: Eingangsseite, Hof
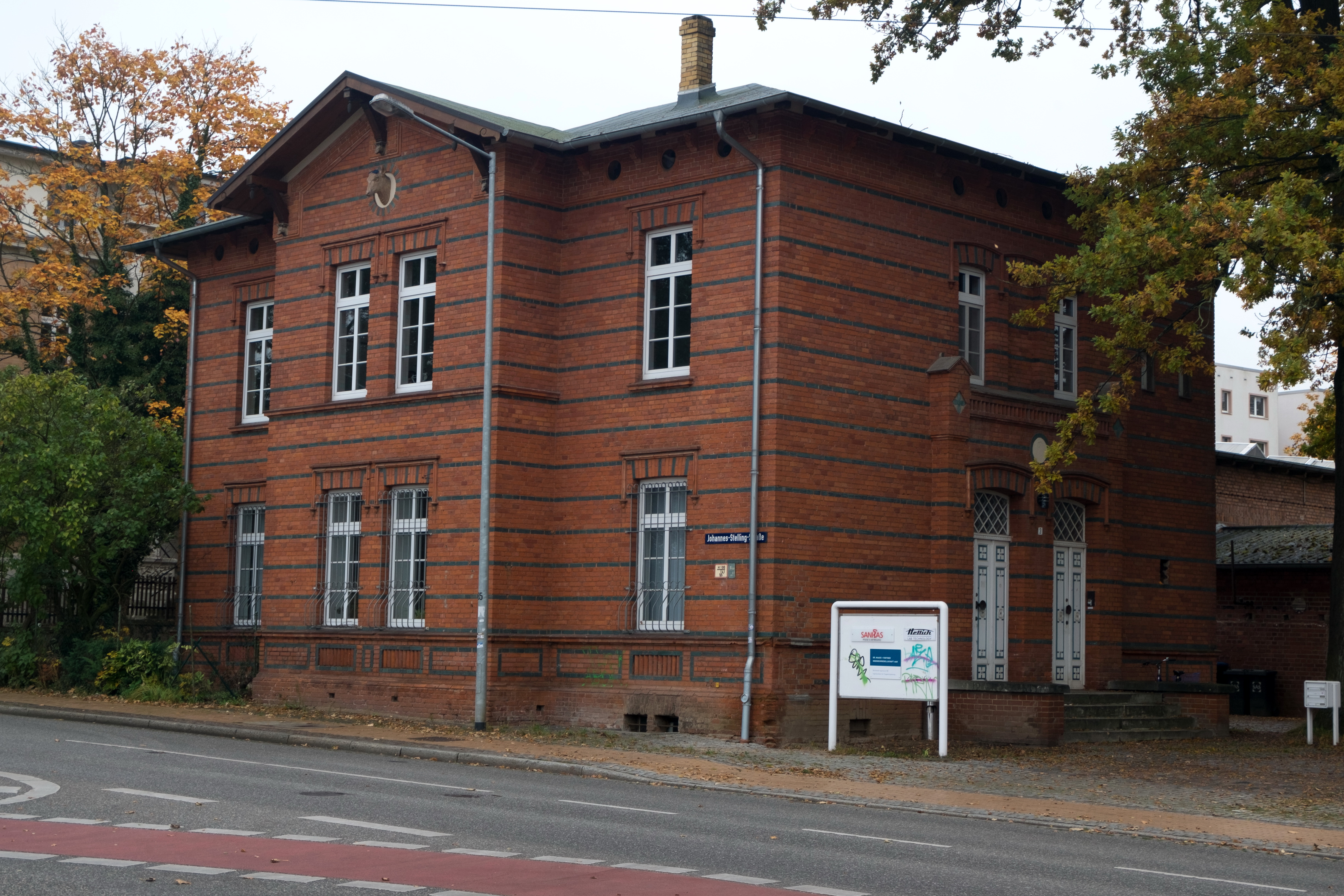
Nr. 3

Wie die Gesamtanlage sind auch die Wohnhäuser des Jägerhofs aus rotem Ziegel errichtete. Ihre Geschosse und die Gesimse der Fenster werden in den Fassaden durch glasierte Ziegelbänder rhythmisiert. Die Hauseingänge liegen einander gegenüber und werden von der Mitte her betreten. In Haus Nr. 2 befindet sich heute das Stadtarchiv und in Nr. 3 verschiedene Dienstleister.
Die Gebäude waren mit steinernen Tierköpfen (z. B. von Hirsch, Wildschwein, Reh) des Bildhauers Heinrich Petters geschmückt, von denen einige erhalten sind. Werke von Petters in Schwerin sind u. a. das Petermännchen von um 1856 und die Büste von Georg Adolph Demmler.
Dahinter am Hof steht verdeckt durch ein Barackengebäude das eingeschossige Jagdzeughaus, das heute ein Wirtschaftsgebäude ist. Hier wurden die zur Jagd notwendigen Dinge aufbewahrt und die Jagdnetze aufgehängt. Abgerissen wurden zwei Stallgebäude mit der Hundewärterwohnung.
Das Bauwerk ist seit 2024 als Teil des Residenzensembles Schwerin UNESCO-Welterbe.

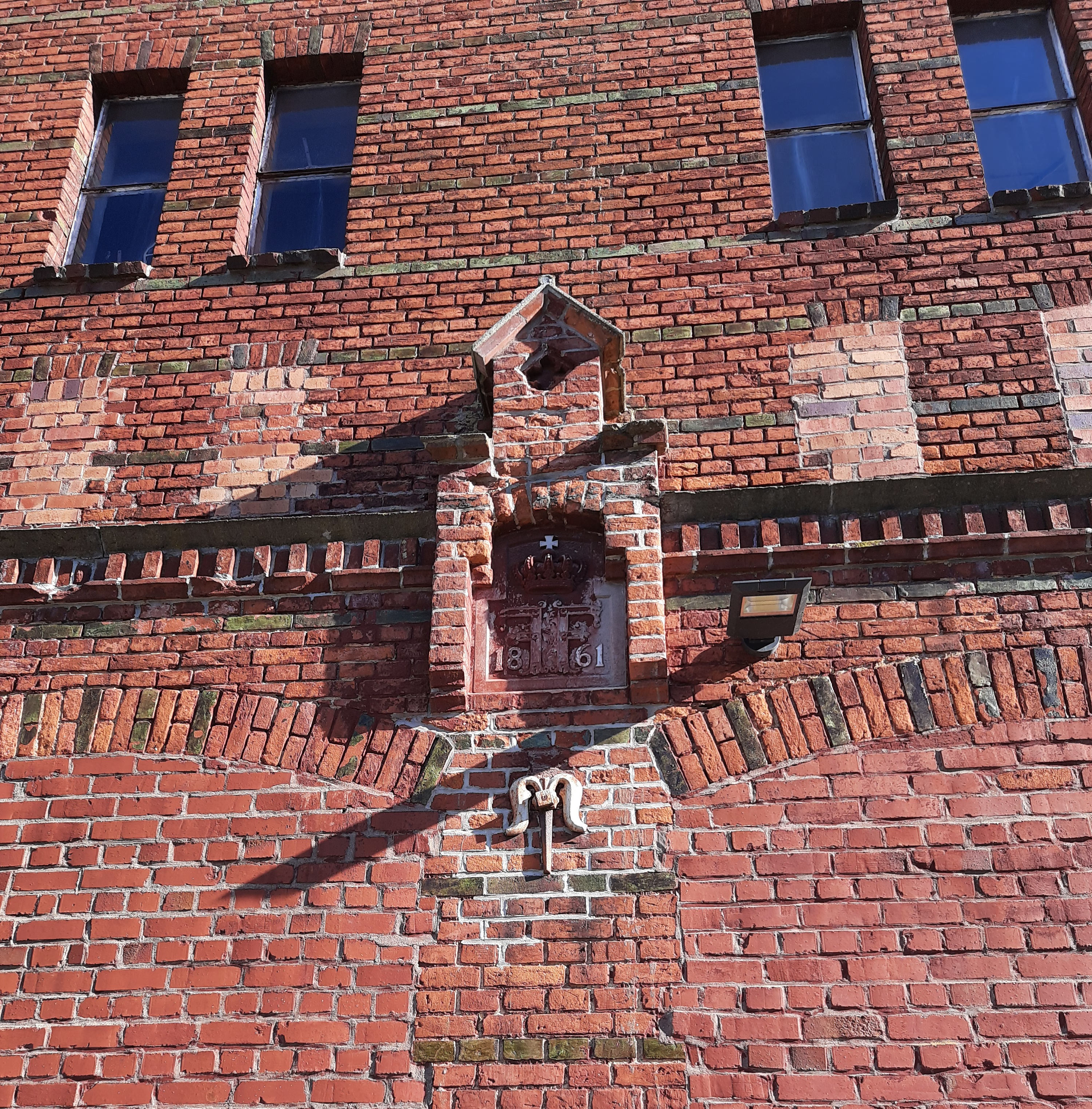
Wirtschaftsgebäude
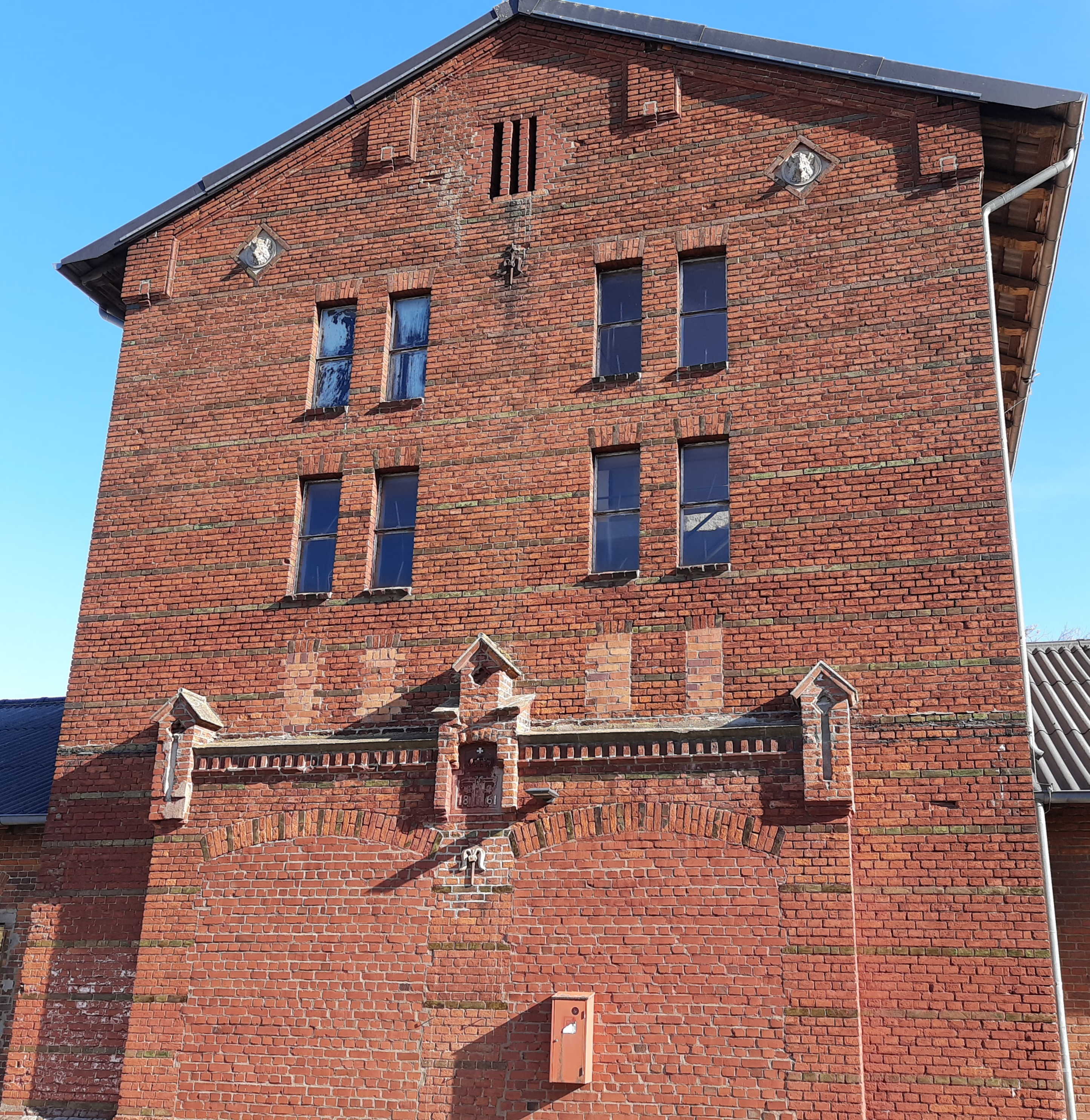
Rückfront Wirtschaftsgebäude mit Wildschweinköpfen
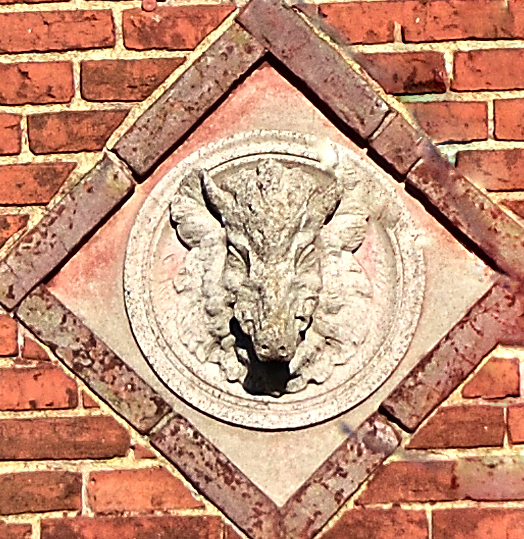
Jägerhof, Wildschweinkopf am Wirtschaftsgebäude
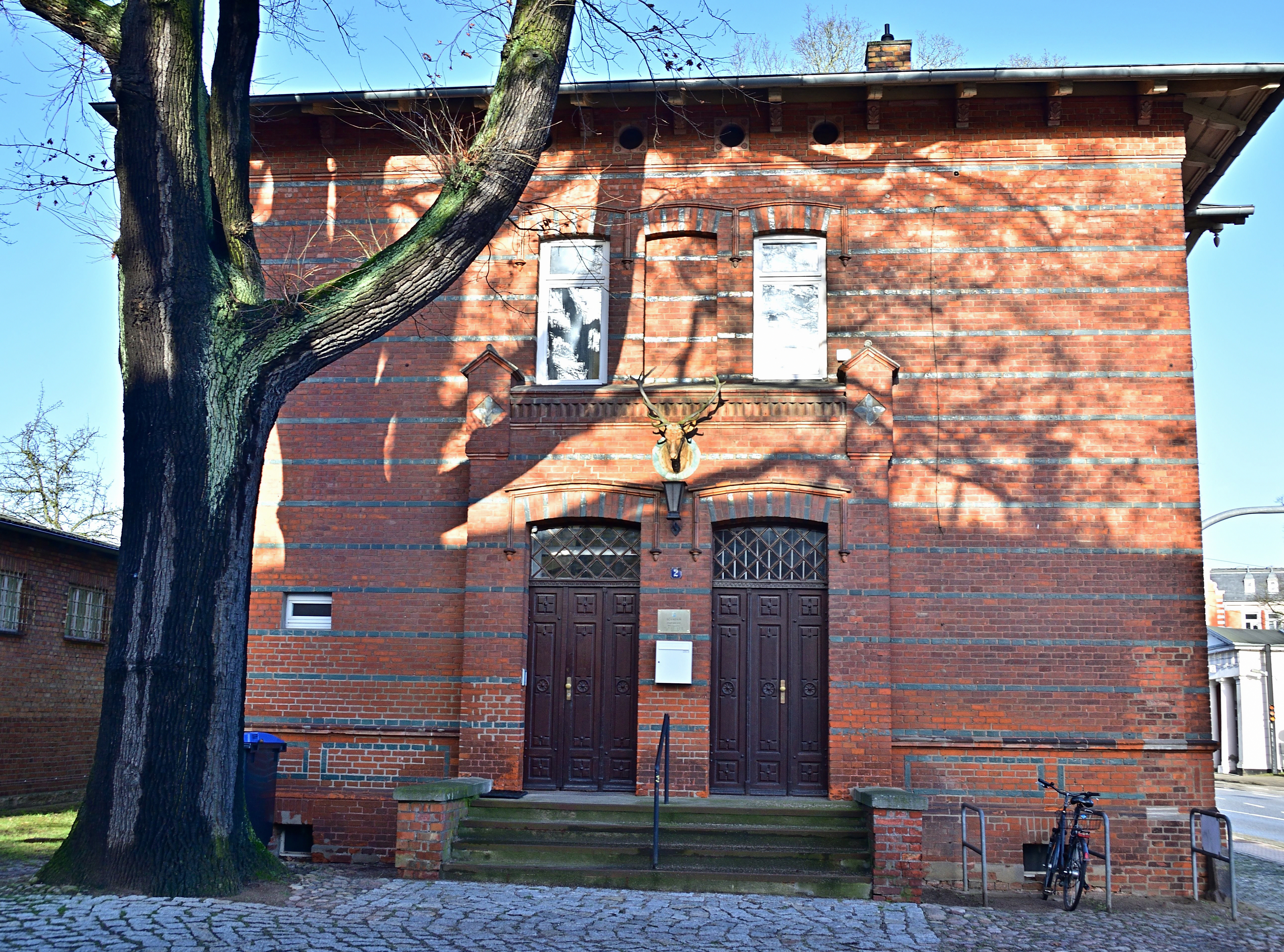
Haus Nr. 2: Eingang, heute Stadtarchiv

## Stadtarchiv Schwerin
Im Haus Nr. 2 befindet sich das Stadtarchiv der Landeshauptstadt Schwerin. Hier werden Urkunden, Amtsbücher, Akten, historisch wertvolles Schriftgut, verfilmte Zeitungen und vieles mehr archiviert. Es dokumentiert die Tätigkeit von Rat, Verwaltung und die Geschichte von Schwerin seit dem 15. Jahrhundert. Es verwahrt ca. 500 Karten, etwa 2500 Baupläne, historische Filme, um 15.000 Fotos und Tausende Plakate und Broschüren in Sammlungen zur Stadt- und Theatergeschichte. Es kann auch privates Archivgut archiviert werden.
Die Archivbibliothek umfasst etwa 13.000 Bände. Bei der Recherche können die Benutzer die zentrale Datenbank des Archivs mit einem Suchverzeichnis der Schlagwörter und die Findbücher einsehen sowie die Onlinedatenbank ARIADNE nutzen. Archivdirektor ist aktuell seit 1993 Dr. Bernd Kasten.
Historisch sind Dokumente seit der Gründung des Bistums Schwerin und der Stadt Schwerin (1160) erhalten, die im Archiv im Rathaus lagerten. Beim großen Stadtbrand 1531 wurden Stadtbuch, Register, Fundationen, Verträge und Urkunden vernichtet. Weitere Brände und unsachgemäße Verwaltung führten zu Verlusten im Archivgut, das im 20. Jahrhundert von 1951 bzw. 1956 bis 1991 im Magazin im Säulengebäude am Markt lagerte.